# Fernando Fortes
Carlos Fernando Fortes de Almeida (Rio de Janeiro, 11 de maio de 1936 - Rio de Janeiro, 6 de outubro de 2016) foi um médico psicanalista, contista, poeta e romancista brasileiro.

## Biografia
Forma-se em 1961 para exercer a profissão de médico-psicanalista, filiando-se à Sociedade Brasileira de Psicanálise do Rio de Janeiro. 
Escreve os primeiros versos aos 15 anos, estreando em 1958 com o livro de poemas Tempos e coisas, pelo qual alcançou o 3º lugar no Festival Brasileiro de Poesia, realizado em Porto Alegre. 
Colabora ativamente no Suplemento Dominical do Jornal do Brasil. Publica a seguir a novela Epílogo de Epaminondas (1959), Poesia Neoconcreta (1960) e Canto Pluro (1968), com o qual vence o Prêmio Olavo Bilac de poesia do Estado da Guanabara em 1967. 
Seguem-se Poesia Viva I (1968), Desamérica, de contos, (1969) e O Evangelho Antes de São Mateus (1969), com enaltecedora introdução de Antônio Houaiss. 
Classifica-se entre os finalistas do III Prêmio Walmap (1969), com o romance então inédito A véspera do Medo. Nesta obra, a poesia e a prosa se mesclam para possibilitar vigorosas radiografias de uma realidade psíquica em que se desenvolvem ou se fragmentam situações humanas.
São posteriormente publicados Augusto dos Anjos: Eu tu ele nós vós eles (1978), crítica, Arma Branca (1979), poesia, e O estranho mais próximo (1988), romance. Ganhou o Prêmio Literário Nacional Pen Clube do Brasil de 2013, com a publicação de De olho na morte e antes (2012), poesia.
Viveu no bairro da Urca, no Rio de Janeiro.

## Obras
- 1958 - Tempos e coisas, poesia;
- 1959 - Epílogo de Epaminondas, novela;
- 1960 - Poesia neoconcreta, poesia;
- 1968 - Canto pluro, poesia;
- 1968 - Poesia viva I, poesia;
- 1969 - Desamérica, contos;
- 1969 - O Evangelho antes de São Mateus, romance;
- 1972 - A véspera do medo, romance;
- 1978 - Augusto dos Anjos: Eu tu ele nós vós eles, crítica;
- 1979 - Arma Branca, poesia;
- 1988 - O estranho mais próximo, romance;
- 2012 - De olho na morte e antes, poesia;
- 2015 - Ficção reunida;
- 2015 - Teatro de Fernando Fortes, teatro.